# Wehmingen
Wehmingen is een plaats in de Duitse gemeente Sehnde, deelstaat Nedersaksen, en telt 654 inwoners.

## Cultuur
In Wehmingen bevindt zich het Hannoversches Straßenbahn-Museum (trammuseum Hannover), dat een uitgebreide collectie trams tentoonstelt en restaureert.

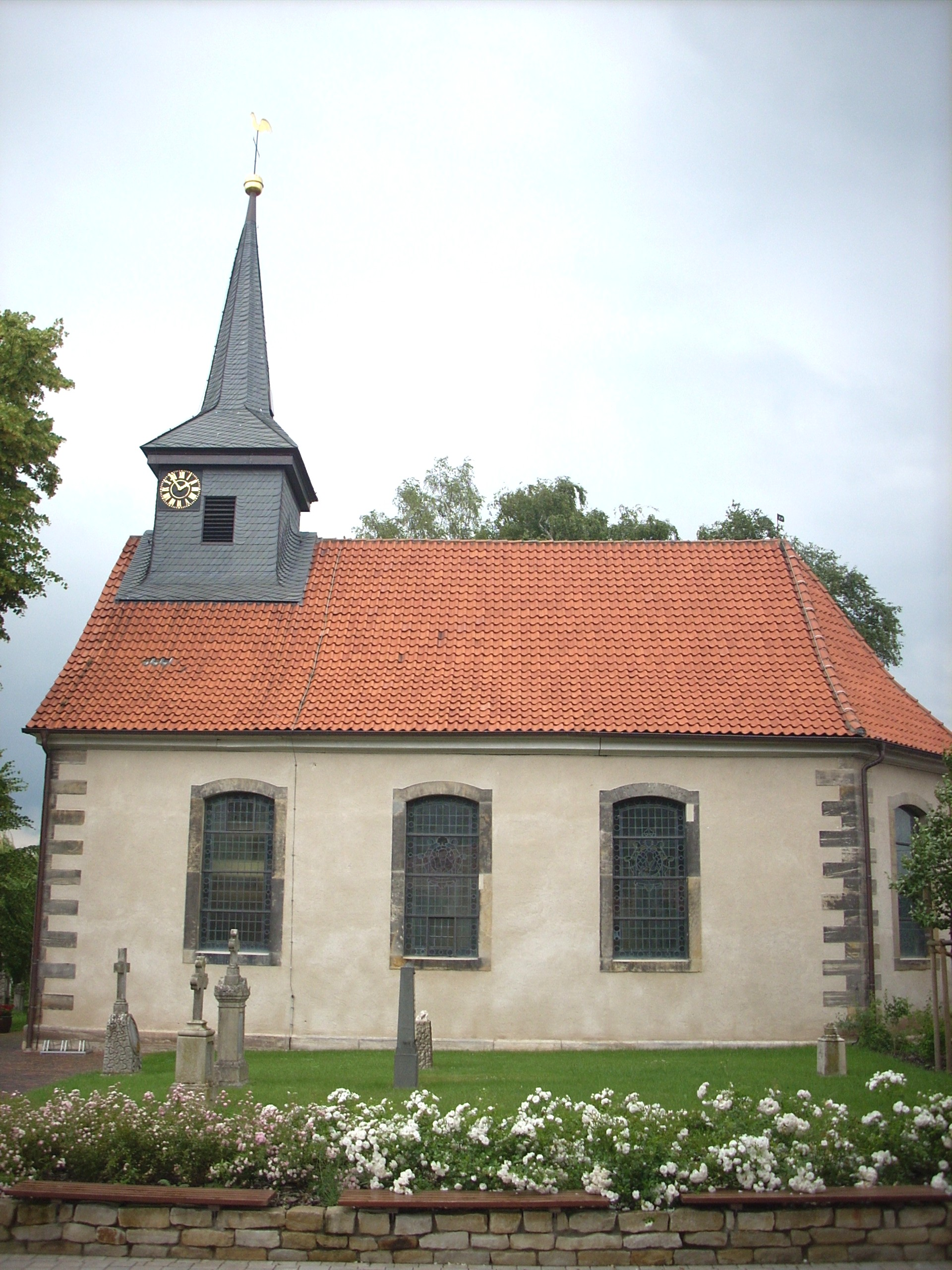
Kerkje